# Octoknema kivuensis
Octoknema kivuensis är en tvåhjärtbladig växtart som beskrevs av Gosline & Malecot. Octoknema kivuensis ingår i släktet Octoknema och familjen Octoknemaceae. Inga underarter finns listade i Catalogue of Life.